# Gabriele Münter

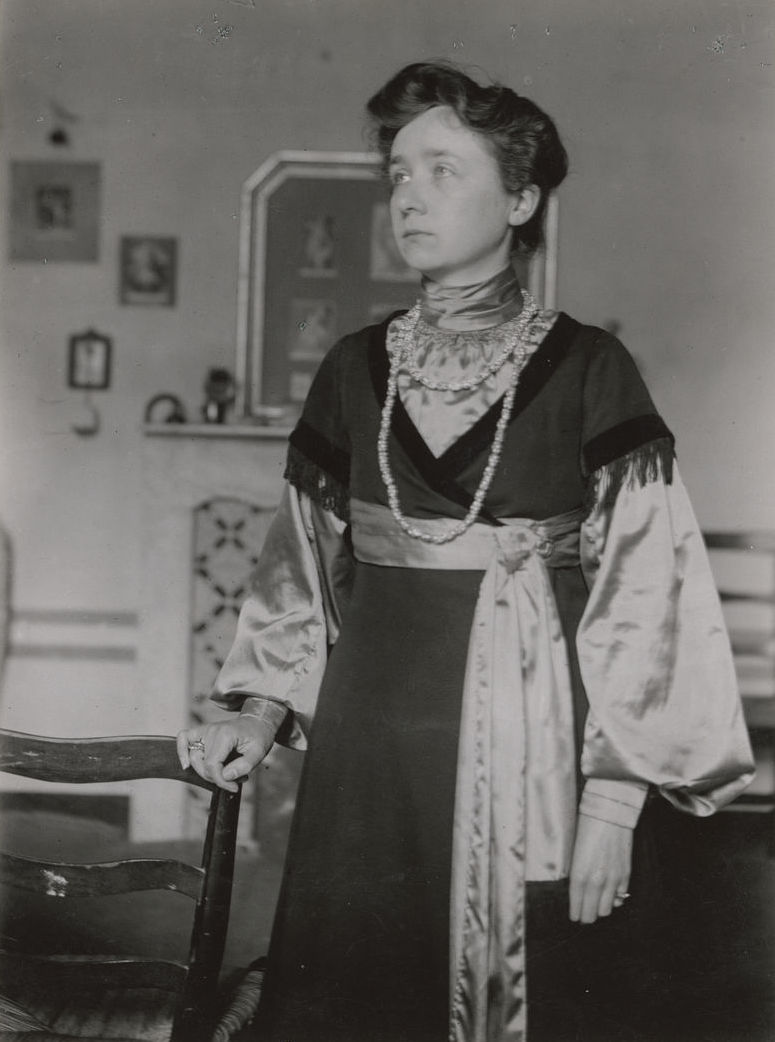
Gabriele Münter, circa 1903

Gabriele Helene Henriette Münter (* 19. Februar 1877 in Berlin; † 19. Mai 1962 in Murnau am Staffelsee) war eine deutsche Malerin. Sie gilt neben Paula Modersohn-Becker als bekannteste Vertreterin des Expressionismus in Deutschland. Darüber hinaus schuf sie ein umfangreiches zeichnerisches Werk, fotografierte und war auf dem Gebiet der Druckgrafik tätig.
Gabriele Münter war Mitglied der Neuen Künstlervereinigung München (N.K.V.M.) und Mitbegründerin der Malergemeinschaft Der Blaue Reiter. Nach Beginn des Ersten Weltkriegs orientierte sie sich in einer Phase privater und wirtschaftlicher Schwierigkeiten künstlerisch neu. In den 1920er Jahren versuchte sie, an Kunstströmungen wie die Neue Sachlichkeit anzuschließen, vervollkommnete ihr zeichnerisches Können und erreichte gegen Ende des Jahrzehnts eine sehr produktive Schaffensperiode. Während des Nationalsozialismus zog sie sich aufgrund von Repressionen und dem ihrer Kunst entgegengebrachten Unverständnis zurück und wurde erst nach dem Zweiten Weltkrieg wiederentdeckt.
Lange Zeit wurde Münter hauptsächlich als Lebensgefährtin Wassily Kandinskys und gefühlsorientiert-naive Blauer-Reiter-Epigonin rezipiert. Erst seit den 1990er Jahren veränderte sich diese Sichtweise. Seither wird das genreübergreifende, vielfältige Werk der Künstlerin als eigenständige Schöpfung wahrgenommen.
Münter rettete einen bedeutenden Teil der Werke Kandinskys durch die Zeit des Zweiten Weltkriegs. 1957 schenkte sie der Stadt München eine Auswahl ihrer eigenen Bilder, alle Werke Kandinskys aus ihrem Besitz und einige Gemälde des Blauen Reiter.

## Leben

### Kindheit und Jugend

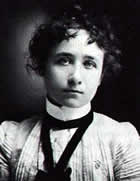
Gabriele Münter, 1900

Gabriele Münter wurde am 19. Februar 1877 als jüngstes der vier Kinder von Wilhelmine Münter (geb. Scheubler) und ihrem Mann, dem Zahnarzt Carl Münter, in der elterlichen Wohnung Unter den Linden 58 (heute Hausnummer 40) in Berlin geboren. Ihre Eltern waren in den USA zu Wohlstand gekommen, aufgrund des Sezessionskriegs jedoch in ihre Heimat Deutschland zurückgekehrt. Ein Jahr nach Münters Geburt zog die Familie ins westfälische Herford, dann nach Koblenz. 1886 starb ihr Vater. Die Mutter, zu der Münter eine enge Bindung hatte, ließ ihrer Tochter wenig Erziehung oder Förderung angedeihen. Da die Mutter darüber hinaus viel Zeit auf Reisen oder im Krankenhaus verbrachte und die Geschwister über längere Zeit alleine ließ, wuchs Münter für die damalige Zeit erstaunlich unbeaufsichtigt auf. Ihre direkte, unkonventionelle und manchmal schroff oder unbeholfen wirkende Art im Umgang sowie ihr unvoreingenommener Blick werden auf diese ungewöhnliche Jugendzeit zurückgeführt.
Schon in der Schulzeit hatte sich ihre künstlerische Begabung gezeigt. Deswegen begann sie im Frühjahr 1897 Privatunterricht bei dem Genre- und Porträtmaler Ernst Bosch zu nehmen und besuchte für kurze Zeit die Damenkunstschule von Willy Spatz in Düsseldorf. Die staatlichen Akademien waren Frauen in der Kunst damals noch verschlossen. Als im November auch die Mutter starb, gab sie die Ausbildung wieder auf. Durch das elterliche Erbe finanziell unabhängig, besuchte sie im folgenden Jahr gemeinsam mit ihrer Schwester Verwandte mütterlicherseits in den USA. Zwei Jahre lang reisten die Schwestern durch Missouri, Arkansas und Texas.
Im Jahr 1899 bekam Münter von ihrer Schwester eine „Kodak Bull’s Eye No. 2“ geschenkt. Mit dieser Boxkamera begann sie regelmäßig zu fotografieren und die Amerikareise zu dokumentieren. Obwohl Münter bis zu diesem Zeitpunkt noch nie fotografiert hatte, ist die künstlerische Qualität der Bilder bemerkenswert. Davon abgesehen entstanden während der Reise zahlreiche Zeichnungen, auf denen Münter hauptsächlich Menschen, aber auch Landschaften und Pflanzen festhielt.

### Ausbildung und Reisen mit Kandinsky

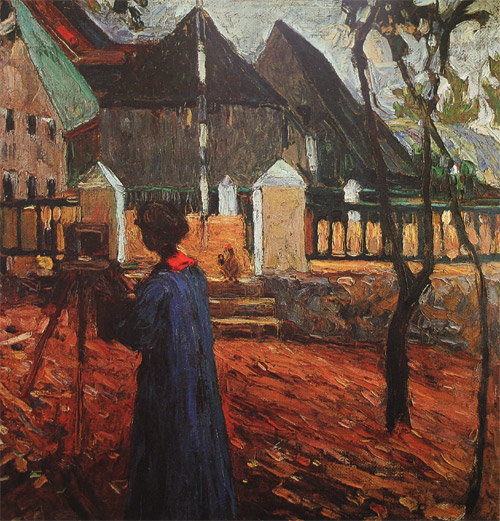
Wassily Kandinsky: Porträt Gabriele Münter, 1903, Lenbachhaus, München

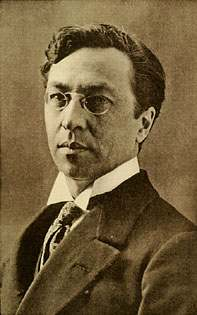
Wassily Kandinsky, um 1913

1901 zog Gabriele Münter auf Anraten ihrer Freundin Margarete Susman nach München. Auch an der dortigen Kunstakademie wurden künstlerisch begabte Frauen noch nicht aufgenommen. Münter setzte daher, wie von Susman empfohlen, ihr Studium an der Damenakademie des Künstlerinnen-Vereins fort. Dort studierte sie zunächst in der Anfängerklasse von Maximilian Dasio und in der Aktklasse von Angelo Jank. Weil sie mit dem Unterricht an der Damenakademie nicht zufrieden war, wechselte sie an das Schulatelier der Grafiker Heinrich Wolff und Ernst Neumann und widmete sich dort der Drucktechnik des Holzschnitts.
Im Winter 1901 war Münter beim Besuch einer Ausstellung der Künstlergruppe „Phalanx“ von den Werken des Bildhauers Wilhelm Hüsgen so begeistert, dass sie beschloss, die Bildhauerei zu erlernen. Sie wechselte an die kleine, fortschrittliche Malschule, die zu der Künstlergruppe gehörte und ebenfalls den Namen „Phalanx“ trug. Dort schrieb sie sich in die Bildhauerklasse ein und nahm außerdem Unterricht im Aktzeichnen bei Wassily Kandinsky. Er gab auch den Malkurs, bei dem sie sich erstmals mit der Technik der Malerei und mit dem Einsatz von Farbe beschäftigte. Im Sommer 1902 fand dieser Kurs in Kochel am See statt, wo Kandinsky Freilichtmalerei unterrichtete. Dort entstand Münters erstes bekanntes datiertes Gemälde, Bayerische Landschaft. Es erinnert entfernt an ihre Fotografie Blick über einen Zaun in die Landschaft, Moorefield, Arkansas.
Wassily Kandinsky, Kallmünz – Gabriele Münter beim Malen II, Sommer 1903
 in der Online-Sammlung des Lenbachhauses München

Link zum Bild

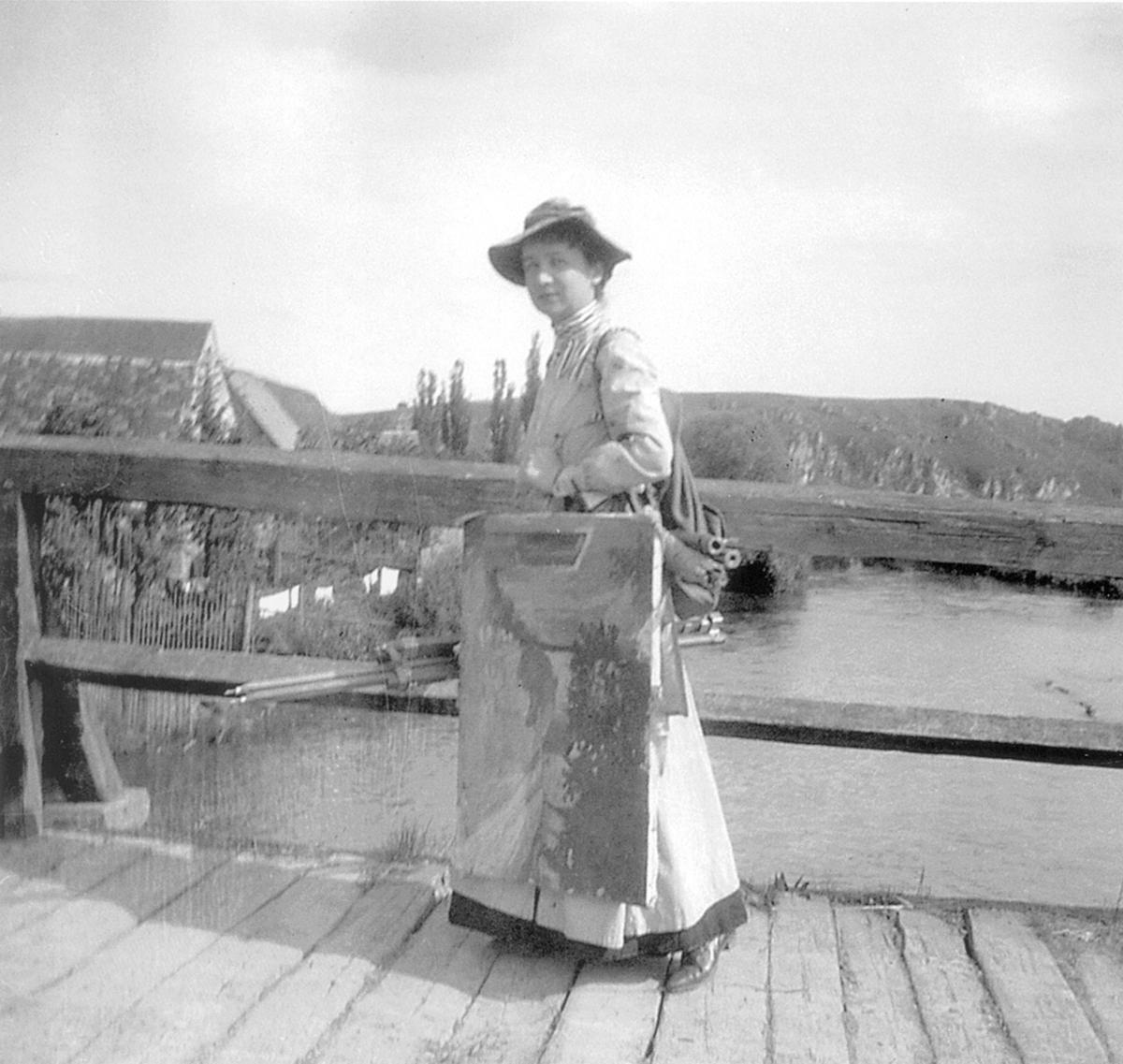
Gabriele Münter in Kallmünz, 1903

Im Sommer 1903 hielt sich die Malklasse im oberpfälzischen Kallmünz auf. Münter malte in dieser Zeit wie auch in den kommenden Jahren meist kleinformatige Landschaftsbilder im spätimpressionistischen Stil, bei denen sie die Farbe pastos auftrug. Von Kandinsky hatte sie die Spachteltechnik mit gestückeltem Farbauftrag gelernt. Zwischen ihr und ihrem Lehrer entstand ein Liebesverhältnis, das die beiden geheim hielten, da Kandinsky mit seiner Kusine Anja Schemjakina verheiratet war. Um dieser Situation zu entkommen, unternahmen Münter und Kandinsky ab 1904 ausgedehnte Reisen u. a. in die Niederlande, nach Tunesien, Italien und nach Frankreich.
Die in den Niederlanden entstandenen Skizzen führte Münter erst nach ihrer Rückkehr nach München als Gemälde aus. Auch in Tunesien malte sie wenig, skizzierte viel und nahm 180 Fotografien auf, hauptsächlich von Landschaften und von den Gassen und Torbögen der tunesischen Städte. In Rapallo, wo das Paar Ende 1905 einige Zeit verbrachte, entstanden ungefähr 20 Gemälde, die die Landschaft um die ligurische Stadt zeigen.
Von 1906 bis 1907 lebten Münter und Kandinsky ein Jahr lang in Paris. Während Kandinsky im Vorort Sèvres wohnte, mietete sie ein Zimmer im Künstlerviertel Montparnasse, wo sie einen Kurs für Pinselzeichnung bei Théophile Steinlen an der Académie de la Grande Chaumière besuchte und ihre Maltechnik verfeinerte. Sie schuf zahlreiche Holz- und Linolschnitte, es entstand über ein Viertel ihres grafischen Werkes. Die ca. 70 Gemälde aus dieser Zeit zeigen häufig den Park von Saint-Cloud im Wechsel der Jahreszeiten. Daneben malte sie einige Ansichten von Sèvres und dem Nachbarort Bellevue. 1907 ergaben sich für Münter erste Ausstellungsmöglichkeiten, u. a. wurden sechs ihrer Ölstudien im „Salon des Artistes Indépendants“ gezeigt und sie wurde erstmals in der Presse erwähnt.

### Murnau
Wieder zurück in München, beschlossen Münter und Kandinsky, das Reisen zu beenden und sich fest niederzulassen. Auf der Suche nach einem geeigneten Ort entdeckten sie Murnau am Staffelsee für sich. Münter beschrieb ihre Begeisterung fast 50 Jahre später so: „[…] nirgends hatte ich eine solche Fülle von Ansichten vereint gesehen, wie hier […], zwischen See und Hochgebirge, zwischen Hügelland und Moos.“
Zusammen mit den beiden Malern Marianne von Werefkin und Alexej Jawlensky, die in München-Schwabing ihre Nachbarn waren, quartierten sie sich von Mitte August bis Ende September 1908 im Gasthof „Griesbräu“ am Obermarkt ein. Die vier malten gemeinsam, diskutierten und lernten voneinander. In diesen sechs Wochen entwickelte Münter sich weg vom nachimpressionistischen Stil und fand ihre eigene, expressionistischere Form der Malerei. Drei Jahre später schrieb sie dazu in ihr Tagebuch: „Ich habe da nach kurzer Zeit der Qual einen großen Sprung gemacht – vom Naturabmalen – mehr oder weniger impressionistisch – zum Fühlen eines Inhaltes, zum Abstrahieren – zum Geben eines Extraktes.“
Blick aufs Murnauer Moos (1908)
 in der Sammlung Online des Lenbachhauses

Link zum Bild

Ein Beispiel dieser Entwicklung ist das damals entstandene Gemälde Blick aufs Murnauer Moos: Das Zeichnerische tritt in den Bildern noch stärker hervor, Münter malt schärfer, straffer und komprimierter, es entstehen vereinfachte Formen und große Flächen. Farben scheinen aus sich heraus zu leuchten, die Lichtquelle ist nebensächlich. Münter trägt die Farbe nun nicht mehr in kleinen Strichen dickflüssig mit dem Spachtel auf, sondern flüssig mit dem Pinsel. Gegenstände werden vereinfacht und unter Vernachlässigung der Perspektive dargestellt, um einen stärkeren Ausdruck zu erreichen. Münter orientierte sich stark an Jawlensky, der wiederum von van Gogh und Matisse beeinflusst war. So riet Jawlensky Münter, Farbbereiche durch schwarze Umrisslinien abzutrennen, um dadurch andere Raumbezüge herzustellen und gleichzeitig eine zeichnerische Struktur zu schaffen.
In Murnau lernte Münter die Hinterglasmalerei kennen und ließ sich darin von dem Glasmaler Heinrich Rambold unterrichten. Später erlernten auch Kandinsky, Franz Marc, August Macke und andere Künstler aus dem Umfeld der N.K.V.M. die volkstümliche Technik, deren Ursprünglichkeit und schlichte Klarheit sie faszinierte. Münter und Kandinsky sammelten mindestens 130 Hinterglasmalereien, die sie zum Beispiel auf der Münchner Auer Dult erwarben. Münter integrierte die Hinterglasbilder und weitere Objekte aus ihrer Volkskunstsammlung in ihre gemalten Stillleben. Sie nutzte die religiöse Ausstrahlung der kleinen Gegenstände, um damit geheimnisvolle und eigenständige Bildwelten zu erschaffen.

### Münter-Haus

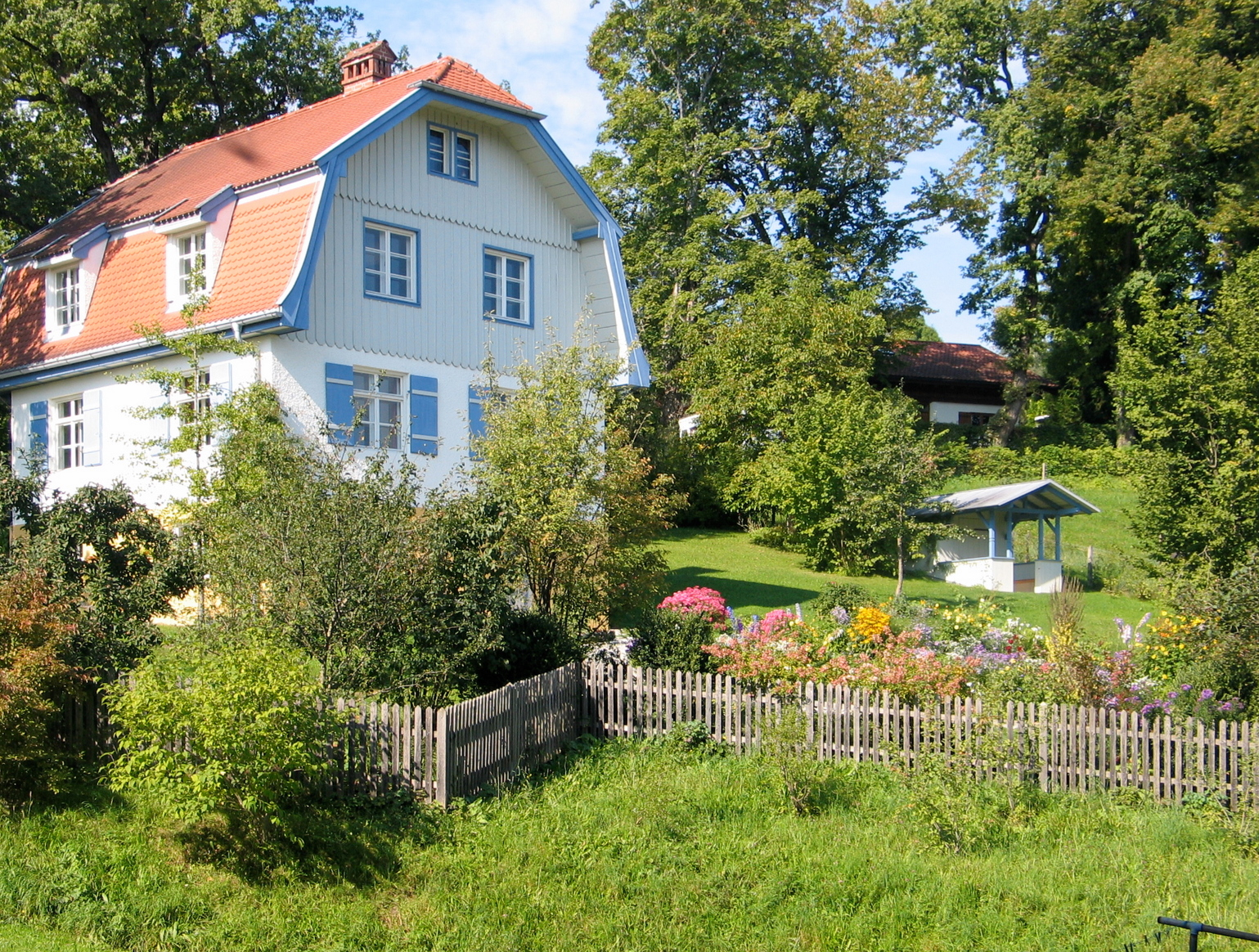
Münters Haus in Murnau

Im Frühsommer 1909 entdeckten Münter und Kandinsky in der Kottmüllerallee außerhalb von Murnau eine neugebaute, leerstehende Villa, die abgelegen mitten auf einer Wiese stand. Auf Betreiben von Kandinsky kaufte Münter im August des Jahres das Haus, das heute als Münter-Haus bekannt ist und von Zeitgenossen auch „Russenhaus“ genannt wurde. Dort lebten und arbeiteten die beiden in den Sommermonaten bis 1914, sofern sie sich nicht in München aufhielten oder auf Reisen waren. In dieser Zeit empfingen sie dort viele Besucher, Sammler, Kritiker und Malerfreunde, darunter Werefkin und Jawlensky, Franz Marc, August Macke und den Komponisten Arnold Schönberg.
In den 1920er Jahren bewohnte Münter die Villa alleine oder vermietete sie an Feriengäste, um Geld zu verdienen: Ihr ererbtes Vermögen hatte sich u. a. durch den Ersten Weltkrieg, die Inflation und die Verwaltung durch ihren Bruder Carl deutlich verringert. 1936 zog Münters neuer Lebensgefährte Johannes Eichner mit in das Haus. Er ließ es auf eigene Kosten aufwändig renovieren und u. a. Badezimmer und Heizung installieren. Im Gegenzug überschrieb Münter ihm die Immobilie, behielt aber für den Fall seines Todes das Nießbrauchrecht. Nach Münters Tod ging das Haus ins Vermögen der Gabriele Münter- und Johannes Eichner-Stiftung über. Es ist heute ein Museum, in dem u. a. von Kandinsky und Münter bemalte Möbel und Sammlungen volkstümlicher Objekte zu sehen sind.

### „Neue Künstlervereinigung München“ und „Blauer Reiter“
Um die neu entstandenen Bilder ausstellen zu können, konzipierten Werefkin, Jawlensky, Adolf Erbslöh und Oscar Wittenstein 1908 im „rosafarbenen Salon“ der Werefkin die Neue Künstlervereinigung München (N.K.V.M.). Münter und Kandinsky waren Gründungsmitglieder, Münter schrieb die Gründungsurkunde vom 22. Januar 1909 von Hand, Kandinsky übernahm den Vorsitz. Weitere Mitglieder waren u. a. Alfred Kubin, Erma Bossi und Pierre Girieud.
Die erste Ausstellung der Gruppe fand im Dezember 1909 in der Modernen Galerie Heinrich Thannhauser statt. Münter war mit zehn Gemälden vertreten, die sich hauptsächlich aus Stillleben und Landschaftsbildern zusammensetzten. Außerdem zeigte sie neun Druckgrafiken. Im Herbst 1910 folgte eine zweite Ausstellung, beide wurden von der Presse verrissen. Die Maler wurden zum Beispiel als „zugereiste Unruhestifter“ bezeichnet. Während Münters Druckgrafiken, die noch Anklänge aus dem Jugendstil zeigten, als „allerliebste naive Märchendichtungen voll echten lyrischen Zaubers“ gelobt wurden, beschwerte sich derselbe Rezensent über ihre Gemälde, bei denen sie mit „närrischen Farben und wüsten Linien“ auf der Leinwand herumfuhrwerke. Trotz dieser schlechten Presse reiste die Ausstellung durch einige deutsche und – vermittelt durch Kandinsky – auch russische Städte.
Diese Zeit war für Münter geprägt von der Suche nach ihrer eigenen Form der Malerei und dem Wunsch, sich künstlerisch von Kandinsky zu emanzipieren. Sie haderte mit der Erwartung, dass eine reife Künstlerpersönlichkeit einen einheitlichen Stil haben müsse. Im Ringen um den eigenen Ausdruck schuf sie so unterschiedliche Werke wie das von farbigen, klar definierten Flächen geprägte, sommerlich einladende Gemälde Gegen Abend, das an Kandinskys Landschaftsbilder erinnert. 1910 entstand im Gegensatz dazu das Ölbild Gerade Straße, das mit seinen grob verstrichenen, trüben, ineinander übergehenden Farben und den an Jawlensky erinnernden spitzen oder kubischen Formen zu Kandinskys Farbexplosionen auf Distanz geht. Das Bild basiert auf einer von Münters Fotografien von 1902. Sie mochte das Bild sehr und malte insgesamt drei Fassungen davon. So fertigte sie für eine Ausstellung der Künstlervereinigung Karo-Bube in Moskau eine größere Kopie an. Diese Fassung erschien ihr selbst jedoch als nicht gelungen.
In der N.K.V.M. führten Spannungen zwischen den Mitgliedern 1911 dazu, dass Kandinsky den Vorsitz niederlegte. Im Sommer begann er zusammen mit Franz Marc an einem Almanach zu arbeiten, der die Positionen der europäischen Gegenwartskunst zusammen mit Volkskunst und Malerei von Kindern zusammen präsentieren sollte. Münter befand sich zu dieser Zeit auf einer zweimonatigen Reise nach Berlin und ins Rheinland. Sie besuchte Verwandte und pflegte im Auftrag der N.K.V.M. Kontakte: So traf sie in Berlin Marcs Mäzen, den Fabrikanten Bernhard Koehler, der zu den ersten Käufern ihrer Bilder zählte. In Essen traf sie den Museumsleiter Ernst Gosebruch und in Köln Emmy Worringer, die den Gereonsklub mitbegründet hatte. In Bonn lernte sie August Macke kennen, der ab Herbst an den Vorbereitungen zum Almanach mitwirkte.
Aufgrund anhaltender Differenzen zwischen den fortschrittlich gesinnten und den künstlerisch eher konservativ eingestellten Mitgliedern kam es am 2. Dezember 1911 auf einer Sitzung der N.K.V.M. zum Eklat. Münter, Kandinsky und Marc – die progressive Fraktion – traten nach einer erregten Diskussion, in der es vordergründig um Kandinskys Bild Komposition V ging, aus der Vereinigung aus. Sofort im Anschluss begannen sie, eine Gegenausstellung zu planen, bei der neben den Initiatoren u. a. Robert Delaunay, Albert Bloch, Elisabeth Epstein und Henri Rousseau ausstellten. Die 14-tägige Schau fand bereits ab dem 18. Dezember in drei Räumen der Galerie Thannhauser statt, zeitgleich mit der Ausstellung der N.K.V.M. Die später als „Geburt der Moderne in Deutschland“ bezeichnete Veranstaltung trug den Titel Die erste Ausstellung der Redaktion Der Blaue Reiter und wies damit auf den Titel des noch nicht erschienenen Almanachs hin. Münter trug sechs Gemälde dazu bei. Außerdem dokumentierte sie die sorgfältige Hängung und den Raumeindruck anhand von sechs Fotografien.

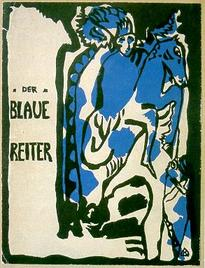
Von Kandinsky illustrierte Titelseite des Almanachs Der Blaue Reiter

Auch auf der zweiten Ausstellung des Blauen Reiters ab Februar 1912 in der Kunsthandlung von Hans Goltz war Münter vertreten. Hier konzentrierte man sich unter dem Titel Schwarz-Weiß auf Papierarbeiten, Münter zeigte u. a. die Zeichnung Berglandschaft (Dorf vor Gebirge).
Der Almanach Der Blaue Reiter erschien im Mai 1912. Münter war nicht nur mit Abbildungen ihrer Werke, wie Mann am Tisch und Stilleben mit Heiligem Georg vertreten. Sie hatte auch die 141 Reproduktionen, acht Initialen und drei Musikbeilagen für den Druck bearbeitet, Artikel beschafft sowie den Versand und das Korrekturlesen übernommen.

### Erster Weltkrieg, Trennung von Kandinsky und Zeit in Skandinavien
Zwei Tage nach Ausbruch des Ersten Weltkriegs reisten Münter und Kandinsky in die Schweiz aus, da der Maler als Angehöriger einer „Feindesmacht“ nicht mehr in Deutschland bleiben konnte. Er erteilte Münter die Vollmacht, die gemeinsame Wohnung in München-Schwabing aufzulösen und begab sich im November 1914 alleine nach Russland.
Münter verließ die Schweiz 1915, um nach kurzem Aufenthalt in München nach Stockholm zu reisen. Dort wurde sie als Mitgründerin des Blauen Reiters und Kennerin der europäischen Kunstszene geschätzt und scharte in ihrem Salon die jüngere schwedische Malergeneration um sich. Sie war mit Sigrid Hjertén und deren Mann Isaac Grünewald befreundet und malte deren kleinen Sohn Ivan und die Stockholmer Slussen, die sie von Hjerténs Atelier aus sehen konnte. Die elegant-dekorative schwedische Variante des Expressionismus, die sich an Matisse orientierte, inspirierte sie. Sie lernte Schwedisch und Russisch und unternahm eine mehrwöchige Eisenbahnreise durch Norrland, während der sie u. a. Zeichnungen von Pflanzen und von den Einwohnern von Abisko anfertigte. Im norwegischen Narvik entstanden erste Skizzen zu dem Bild Narvik-Hafen. Anschließend bereiste sie mit dem Schiff die Hurtigruten-Strecke.
Trotz der freundlichen Aufnahme im Gastland war Münters finanzielle Situation in der skandinavischen Zeit angespannt. Einerseits waren die Einkünfte aus ihrem Erbe u. a. durch die Inflation zusammengeschmolzen, andererseits hatte sich Stockholm seit Kriegsausbruch zu einem attraktiven Kunstmarkt entwickelt, und die Preise sanken bedingt durch das Überangebot. Münter, die nun ihren Lebensunterhalt mit dem Verkauf von Bildern bestreiten musste, nahm ab 1916 Aufträge für Porträts an. Auch durch die verstärkte Beschäftigung mit der Druckgrafik und die Gestaltung einer Serie von Radierungen und Lithografien versuchte sie wahrscheinlich, ihre finanzielle Lage zu verbessern.
Münter hoffte, Kandinsky im neutralen Ausland bald wiedersehen zu können. Tatsächlich kam er Ende 1915 anlässlich einer Ausstellung, die sie für ihn arrangiert hatte, nach Stockholm. Im Anschluss hatte Münter ebenfalls bei „Gummesons Konsthandel“ für 14 Tage eine Einzelausstellung ihrer eigenen Werke organisiert. Zwei Tage nach Ende dieser Ausstellung kehrte Kandinsky wieder nach Russland zurück. Nach der Oktoberrevolution 1917 brach er den Kontakt zu Münter endgültig ab. Erst Jahre später erfuhr sie, dass er in diesem Jahr Nina Andreevskaja geheiratet hatte.
Münter wurde 1917 zur Teilnahme an einer Ausstellung in der „Liljevalchs Konsthall“ in Stockholm eingeladen, die die Vereinigung Schwedischer Künstlerinnen (Föreningen Svenska Konstnärrinor) und die Vereinigung bildender Künstlerinnen Österreichs gemeinsam veranstalteten. Dort teilte sie sich mit Sigrid Hjertén und Malin Gyllenstierna den Ausstellungsraum, in dem die neueste Moderne präsentiert wurde. Sie zeigte 32 Werke, die fast alle nach 1916 entstanden waren.
Ende 1917 zog sie von Stockholm nach Kopenhagen in der Hoffnung, dort von der Verbindung mit den in Dänemark bekannten Künstlern des Sturm zu profitieren. Außerdem konnte sie in dem neutralen Land vergleichsweise nah an Russland auf ein Lebenszeichen von Kandinsky warten. Tatsächlich fand bereits im Frühjahr des kommenden Jahres bei der Künstlervereinigung Den Frie Udstilling die mit über 120 Arbeiten bis dahin umfangreichste Ausstellung ihrer Werke statt. Im Kopenhagener Ny Kunstsal folgte schon ein Jahr später eine weitere große Einzelausstellung mit 93 Bildern. Damit erreichte Münters Bekanntheit in Skandinavien ihren Höhepunkt, sie wurde dort von Publikum und Kritik als internationale Avantgardistin geschätzt.

### Rückkehr nach Deutschland
Anfang 1920 beschloss Münter, nach Deutschland zurückzukehren. Zuerst fühlte sie sich in dem durch die Folgen des Ersten Weltkriegs gezeichneten Land fremd. Sie wohnte abwechselnd in Köln, München und Murnau. In den nächsten Jahren durchlebte sie ein langanhaltendes seelisches Tief und eine Schaffenskrise. Trotzdem entstanden neue Arbeiten wie z. B. Blumenstillleben und Porträtzeichnungen, die sie während ihrer Aufenthalte auf Schloss Elmau von anderen Gästen anfertigte. Sie stellte Anfang des Jahrzehnts einige Bilder auf Ausstellungen der Münchner Neuen Secession aus und bestritt Einzelausstellungen in Dresden, Braunschweig und Nordhausen. Die Sommer verbrachte sie zwar zurückgezogen in Murnau, pflegte aber den Kontakt zu ihrer Familie, zur Malerfreundin Konstanze Schwedeler und anderen Künstlerinnen und Künstlern. 1925 zog sie nach Berlin, nahm wieder Kontakt zur dortigen Kunstszene auf und besuchte Arthur Segals Malschule.
Als Gründe für ihr vergleichsweise reduziertes Schaffen in den 1920er-Jahren werden die Trennung von Kandinsky, aber auch die häufigen Ortswechsel und schließlich die Neuorientierung in Deutschland nach fünf Jahren Abwesenheit angesehen. Obwohl sie sich sehr um Ausstellungs- und Verkaufsmöglichkeiten bemühte, gelang es ihr zunehmend schlechter, an die früheren Erfolge anzuknüpfen. 1922 schrieb sie in ihr Tagebuch: „Mit meiner Kunst geht es mir als alleinstehende Frau auch dreckig – […] ich bin aus allem heraus – eine von tausenden malenden Frauen, die […] nirgends zur Ausstellung kommt.“
Ende 1921 hatte Münter über den Maler Ludwig Baehr erfahren, dass Kandinsky noch lebte, nun verheiratet war und sein bei ihr zurückgelassenes Eigentum zurückhaben wollte. Enttäuscht und verletzt widersetzte sich Münter Kandinskys Wunsch nach einer – aus seiner Sicht – gütlichen Einigung. Sie forderte das bei Kriegsausbruch in Bayern zurückgelassene Werk und Eigentum des Malers als Wiedergutmachung für sein gebrochenes Eheversprechen. Am Ende der langwierigen, mit zunehmender Härte geführten Auseinandersetzung unterschrieb Kandinsky im April 1926 eine Erklärung, in der er „Frau Münter-Kandinsky volles, bedingungsloses Eigentumsrecht“ an den bei ihr zurückgelassenen Arbeiten einräumte. Damit blieb der bedeutendste Bestand von Kandinskys Werk aus seiner Münchner Zeit in ihrem Besitz. Im Gegenzug schickte Münter ihrem ehemaligen Lebensgefährten 26 Kisten mit persönlichen Gegenständen, Möbeln, Gemälden und Aquarellen nach Dessau, wo er mittlerweile als Lehrer am Bauhaus lebte und arbeitete.
Auf einer Silvesterfeier bei dem Maler Hermann Konnerth lernte Münter Ende 1927 den Philosophen und Kunsthistoriker Johannes Eichner kennen. Er wurde nicht nur ihr Lebensgefährte, sondern organisierte als ihr Agent von nun an ihre Ausstellungen und prägte mit seinen Schriften das Bild Münters in der Kunstgeschichte.
Im Oktober 1929 brach Münter ein zweites Mal nach Paris auf, wo sie ein knappes halbes Jahr lang blieb. Sie malte im Schnitt zwei Bilder pro Woche, wobei sie neusachliche und expressive Elemente mischte und sich durch die vielfältigen Eindrücke der französischen Hauptstadt inspirieren ließ. Es entstanden viele Bleistiftzeichnungen, z. B. zwanglos aufs Papier gebannte Szenen aus Pariser Cafés. Außerdem perfektionierte Münter ihren knappen, umrissbetonten Zeichenstil durch erneuten Unterricht an der Grande Chaumière. Bekannte wie Lou Albert-Lasard, Hans Arp oder Rudolf Grossmann führten Münter in die Pariser Kunstszene ein, wo sie das Gesellschaftsleben genoss. In Paris begann Münter, Arbeitshefte zu führen und damit ihr Werk zu katalogisieren, wie sie es bei Paul Klee beobachtet hatte.
Anschließend reiste sie zusammen mit Eichner nach Sanary-sur-Mer in Südfrankreich, einem Ort, der in den Künstlerkreisen dieser Zeit beliebt war. Dort schuf sie einige zum Teil großformatige Bilder und traf sich oft mit dem Künstlerkollegen Hans Purrmann.

### Zeit des Nationalsozialismus
1931 zog Münter wieder nach Murnau, wo sie ab 1936 mit Eichner zusammenlebte. 1933 trat sie in die Reichskammer der bildenden Künste ein, um weiter ausstellen zu können. Drei Jahre später nahm sie auf Eichners Drängen hin an der Wanderausstellung Die Straßen Adolf Hitlers in der Kunst teil und zeigte dort das Bild Der blaue Bagger – Baustelle an der Olympiastraße aus dem Jahr 1935. Zwar wurde sie in der Zeit des Nationalsozialismus nicht verfolgt, doch wurde ihren Arbeiten nun von offizieller Seite und auch vom Publikum Unverständnis entgegengebracht.
Ihre letzte Ausstellung in der Zeit des Nationalsozialismus fand 1937 in den Räumen des Münchner Kunstvereins statt und wurde anschließend noch in Stuttgart gezeigt. Bei der Ausstellung Entartete Kunst, aber auch bei der Großen Deutschen Kunstausstellung, mit der das Haus der Deutschen Kunst im selben Jahr eröffnet wurde, war Gabriele Münter nicht vertreten: Keines ihrer Werke war bisher von einem deutschen Museum angekauft worden.
Alarmiert durch den Erlass des „Gesetzes über die Einziehung von Erzeugnissen entarteter Kunst“ im Jahr 1938 versteckte sie ihre umfangreiche Kunstsammlung mit frühen Werken Kandinskys und Bildern von Franz Marc, Paul Klee und Alfred Kubin in einem schwer zugänglichen, hinter Regalen verborgenen Kellerraum des Murnauer Hauses. Außerdem bewahrte sie dort eigene Werke auf sowie Dokumente, Aufzeichnungen und Skizzenbücher von sich und Kandinsky.

### Spätere Jahre
Nach dem Zweiten Weltkrieg widmete sich Münter einerseits weiterhin den Blumenstillleben, die in Bleistift, Tusche, Kugelschreiber und Öl entstanden. Ab Ende der 1940er Jahre entstanden außerdem zahlreiche gegenstandslose „Improvisationen“, in denen sie geometrische und freie Objekte verband. Anfangs erinnerten diese Werke formal an Rudolf Bauer, der wiederum im Stil Kandinskys arbeitete. Ab 1952 experimentierte Münter spielerisch mit abstrakten Motiven, die dem damaligen Zeitgeist entsprachen und ließ sich von Künstlern aus ihrem Umkreis wie Hans Hartung und Fritz Winter inspirieren.
1949 war sie mit neun Arbeiten in einer Retrospektive des Blauen Reiters im Münchner Haus der Kunst vertreten. Von 1949 bis 1953 war eine Wanderausstellung ihres Werkes in 22 deutschen Museen zu sehen. 1950 zeigte sie drei Bilder auf der Biennale in Venedig. 1955 stellte sie auf der documenta 1 in Kassel aus. Münter war Mitglied im Deutschen Künstlerbund, an dessen Jahresausstellungen sie 1952 und 1960 teilnahm.

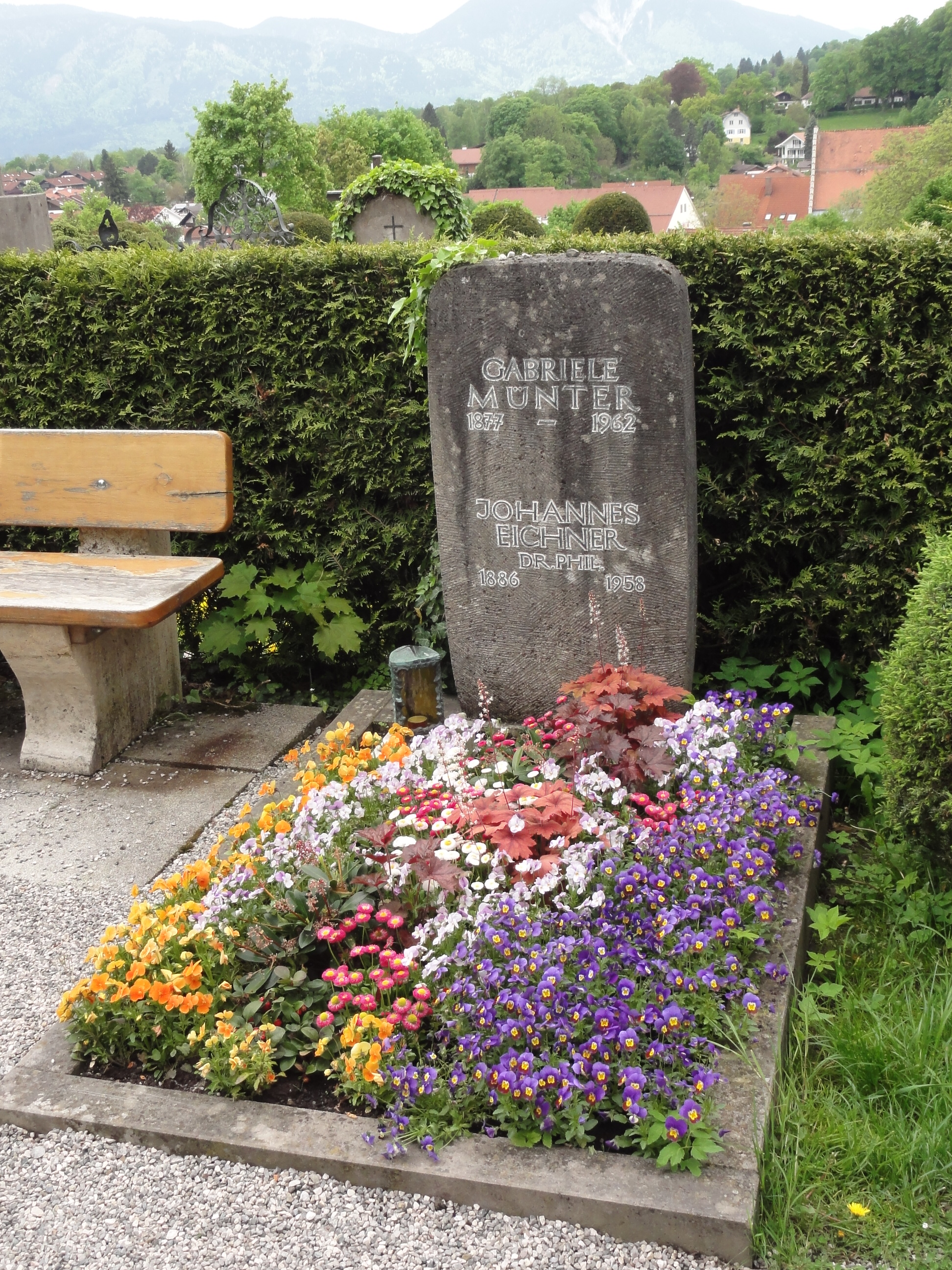
Gabriele Münters Grab auf dem Murnauer Friedhof

Zu ihrem 80. Geburtstag im Jahr 1957 schenkte sie ihren umfangreichen Bilderbesitz der Städtischen Galerie im Lenbachhaus in München. Die Schenkung bestand zum einen aus eigenen Werken, d. h. aus 25 Gemälden, über 200 Zeichnungen und Aquarellen, sieben Skizzenbüchern und ihrem gesamten druckgrafischen Werk. Zum anderen gingen mehr als 90 Ölbilder, über 300 Aquarelle und Zeichnungen, 29 Skizzenbücher, 24 Hinterglasbilder und beinahe das gesamte druckgrafische Werk Kandinskys in den Besitz des Lenbachhauses über. Auch viele Arbeiten anderer Mitglieder des Blauen Reiters waren enthalten, z. B. Arbeiten von Marc, Jawlensky, Werefkin, Macke und Klee. Durch diese Schenkung machte Münter das Lenbachhaus zu einem Museum von internationalem Rang, in dem seither die größte Sammlung zur Kunst des Blauen Reiters zu finden ist.
Gabriele Münter starb 1962 in ihrem Haus in Murnau, vier Jahre nach Johannes Eichner. Das gemeinsame Grab befindet sich auf dem Murnauer Friedhof.

## Werk

### Frühwerk
Zu Münters erhaltenem Frühwerk zählen Skizzenbücher, Zeichnungen, Fotografien, Ölbilder und Druckgrafiken. Das Frühwerk entstand während ihrer Ausbildung, der Amerikareise mit ihrer Schwester und den Studienreisen durch Europa und Nordafrika mit Kandinsky bis 1908.
Münter übernahm anfangs die akademischen Lehrinhalte, die ihr im Studium vermittelt wurden und gab ihren ursprünglich gepflegten linearen Zeichenstil auf. Stattdessen folgte sie der damals gelehrten Konvention, durch Binnenzeichnung und Hell-Dunkel-Modellierung Plastizität zu erreichen. Erst in den 1950er Jahren äußerte sich Münter kritisch gegenüber dem damals von ihr angewendeten akademischen Formenkanon.
Während ihrer Studienzeit orientierte sie sich, vor allem in den neu erlernten Techniken der Ölmalerei und der Druckgrafik, zunächst an ihren Lehrern, in erster Linie an Kandinsky. In Paris gelangte Münter dann zu größerer Eigenständigkeit. Dies ist besonders im druckgrafischen Werk zu sehen, das von der Suche nach der konzentriertesten Form eines Naturausschnitts geprägt ist. Münter schuf dabei zum Großteil Straßen- oder Parkansichten und Porträts, die vom neuen französischen Holzschnitt und seiner flächenhaften Darstellung und starken Tendenz zur Formvereinfachung geprägt sind. Daneben werden auch Münchner Jugendstilkünstler wie Peter Behrens oder Carl Strathmann als Einflüsse auf Münters nüchternen Stil im damaligen grafischen Werk genannt.
Was die Malerei betrifft, verfeinerte Münter in Paris die Art des Farbauftrags und ihren Umgang mit Farbe und bewegte sich damit in die Richtung des Spätimpressionismus.
Seit 1899 fotografierte Münter regelmäßig und schulte damit, noch bevor sie anfing zu malen, ihr Auge. Allein auf der Amerika-Reise entstanden bis 1900 ca. 400 Fotografien. Während der Reise nahm sie hauptsächlich ihre Verwandten bei verschiedenen Tätigkeiten oder Landschaften auf. Die Bilder erinnern in ihrer Komposition teilweise an Malerei aus dem 19. Jahrhundert. Manchmal versuchte Münter, die zeitlebens eine begeisterte Kinogängerin war, durch dicht aufeinanderfolgende Sequenzen Bewegung zu imitieren, was an die damals neue Erfindung des Kinematografen denken lässt. Die eigenen Fotografien dienten Münter später immer wieder als Vorlagen für ihr bildnerisches Werk.

### Murnauer Zeit 1908 bis 1914
Dorfstraße im Winter (1911)
 in der Sammlung Online des Lenbachhauses

Link zum Bild

Von 1908 bis 1914 pflegten Münter, Kandinsky und die befreundeten, in Murnau und Sindelsdorf lebenden Künstler einen betont einfachen Lebensstil. Damit wollten sie sich der als ursprünglich und erstrebenswert empfundenen Lebensweise der Landbevölkerung annähern – um „echte“ Kunst zu schaffen. Die Gruppe entdeckte die Volkskunst, und gerade Münter beschäftigte sich intensiv mit den stilistischen und technischen Besonderheiten der volkstümlichen Hinterglasmalerei. Als einzige der Gruppe lernte sie diese Technik von Grund auf, indem sie zunächst eine große Anzahl von Kopien anfertigte.
Münters impressionistische Arbeitsweise, bei der sie bis dahin flüchtige, von Lichtstimmungen abhängige Eindrücke festgehalten hatte, änderte sich u. a. durch den Kontakt zur Hinterglasmalerei und deren technische und stilistische Eigenheiten. Zu den wichtigsten Stilmerkmalen ihrer Gemälde ab 1908 gehören gegenstandsdefinierende Umrisse, große kontrastierende Farbflächen und die formale Vereinfachung des Dargestellten. Die Farbperspektive gab sie immer mehr auf. Sie übernahm aber auch andere Elemente der Volkskunst, wie z. B. die Betonung von Augen in Porträts. Münters Auseinandersetzung mit der Volkskunst wurde dabei stark vom Gedankengut des Blauen Reiters beeinflusst. In der Umsetzung ging sie jedoch eigene Wege, die weder von Kandinsky noch von anderen Künstlern der Gruppe direkt abhängig waren.
Dennoch ist für die Murnauer Zeit bezeichnend, dass die in der Umgebung ansässigen und befreundeten Künstler – vor allem zwischen 1908 und 1909 – sich auf der Suche nach neuen Ausdrucksformen austauschten und stilistisch beeinflussten. Auch Jawlensky mit seinen Kenntnissen der französischen Avantgarde inspirierte Münter dazu, größere Flächen zusammenzufassen und durch schwarze Konturen miteinander zu verspannen. Daneben wird die Klarheit von Licht und Landschaft des Alpenvorlandes als Faktor genannt, der die sprunghafte Entwicklung von Münter und Kandinsky – weg von der kleinteiligen Spachtelmalerei, hin zur flüssigen und spontanen Pinselführung – befördert habe.
Münter schuf in dieser Zeit viele Landschaftsbilder, Porträts und Stillleben, von denen einige auf den Ausstellungen der N.K.V.M. und des Blauen Reiters ausgestellt sowie im Almanach Der Blaue Reiter veröffentlicht wurden. In den Stillleben platzierte sie charakteristischerweise oft Objekte der Volkskunst. Hier lässt sich eine Entwicklung hin zu Verfremdung und Abstraktion feststellen. Sie reduzierte ihre Farbpalette weiter und stellte nun bezeichnenderweise gern warme und kalte Töne der gleichen Farbe ungemischt nebeneinander. Ab 1913 sind in Münters Werk Einflüsse des französischen Kubismus und der Expressionisten der Künstlergruppe Brücke wahrnehmbar.

### Skandinavien-Aufenthalt 1915 bis 1917
Anna Roslund (1917)
 aus der Sammlung Online der Leicester Museums and Galleries

Link zum Bild

Die Bilder, die Münter zu Anfang ihres Aufenthaltes in Skandinavien schuf, sind noch stark von der Gedankenwelt des Blauen Reiters geprägt, von der sie sich dort zunehmend löste. Sie malte zunächst abstrakte Studien und Stockholmer Stadtansichten mit impressionistischen und abstrakten Anklängen. In den folgenden Jahren verarbeitete sie zunehmend autobiografische Themen. Ihre künstlerische Reife äußerte sich im souveränen Einsatz der erlernten Ausdrucksmittel. Auf der Suche nach neuen künstlerischen Vorbildern orientierte sie sich an der schwedischen Avantgarde, die wiederum von den französischen Nachimpressionisten beeinflusst war. Sie entzog sich dem Postulat Kandinskys, erzählerische Wirkung im Bild zu vermeiden, und arbeitete narrativer – wie z. B. in den Gemälden Krank und Landleute. Motive wie Pferd, Reiter, Pferdefuhrwerk, Uhr und Blumen setzte sie wiederholt ein und lud sie mit Bedeutung auf. In der skandinavischen Zeit entstanden Hinterglasmalereien, Gemälde und Aquarelle, darunter größere Figurenkompositionen und großformatige Bildnisse. Sie malte viele Porträts – eine Bildgattung, die sie seit ihrer Jugendzeit mochte. Auffallend oft handelte es sich dabei um Porträts von Frauen. Stillleben und Landschaften – letztere vorzugsweise in Hinterglastechnik – entstanden nun seltener als in der Murnauer Zeit.
Während des Aufenthalts in Kopenhagen (1917–1920) wandte sich Münter verstärkt der Druckgrafik in Form von Lithografien und Radierungen zu. Vermutlich war der Grund dafür ihr damaliger finanzieller Engpass und die damit verbundene Notwendigkeit, ihren Lebensunterhalt mit dem Verkauf von Bildern zu bestreiten.
Als typisch für die skandinavische Zeit nennt die schwedische Kunsthistorikerin Annika Öhrner das Gemälde Anna Roslund. An ihm werde deutlich, wie sehr sich Münter damals von den Idealen des Blauen Reiters entfernt und einen neuen, eigenen Spielraum erarbeitet habe: „Ihre neue Ausdrucksweise ist ‚französisch‘, nicht ‚deutsch‘, drückt ‚Schulung‘ und nicht ‚Primitivismus‘ aus, […] das Modell stammt aus dem modernen Großstadtleben, nicht aus einem romantisierten Landleben“, so Öhrner.

### 1920er Jahre
Nach ihrer Rückkehr nach Deutschland stellte Münter fest, dass ihr vom Expressionismus geprägter Stil mit seinen archaistischen und mystischen Elementen nicht mehr gefragt war. Um den Kontakt zur realistischer eingestellten Avantgarde und zu neuen Kunstströmungen wie der Neuen Sachlichkeit herzustellen, zog sie nach Berlin. Dass Münter ihre Bilder in dieser Zeit selten datierte, macht eine Zuordnung schwierig. So stammen laut Sabine Windecker einige Bilder, die irrtümlich anderen Schaffensperioden zugeordnet wurden, aus den Zwanziger Jahren. Dazu zählt sie u. a. die Porträts Röschen und In Gedanken sowie das Landschaftsbild Der Blaue Staffelsee.
Kokett (ca. 1928)
 als Digitalisat der Heidelberger Universitätsbibliothek

Link zum Bild

Während Münter in der Malerei zum Zeitgeist aufzuschließen versuchte, ging sie bei den Zeichnungen nach persönlicheren Gesichtspunkten vor. Sie zeichnete vorwiegend Porträts, charakterisiert durch rhythmische Linienführung und eine immer stärker werdende Beschränkung auf die Silhouette. Damit kehrte sie zu ihrer von Jugend auf gepflegten Angewohnheit zurück, umrissbetont zu arbeiten. Oft arbeitete sie mit den Mitteln der Karikatur oder aber der Idealisierung. Dabei lassen sich Einflüsse des Jugendstils und französische Vorbilder wie Matisse feststellen. Laut Karoline Hille bilden diese Zeichnungen in ihrem Werk einen zeitlich eingrenzbaren, künstlerisch vollkommen eigenständigen Bereich. Im zeichnerischen Werk gelinge Münter mühelos, das Wesentliche einzufangen, während sie malerisch damals im Äußerlichen steckengeblieben sei. G. F. Hartlaub sah die Zeichnungen durch die Fähigkeit der Künstlerin charakterisiert, je nach Charakter der porträtierten Person einen anderen Zeichenstil anzuwenden. Münter selbst bezeichnete im Rückblick ihr Skizzenbuch als „Freund“, ihre malerischen Aneignungen der Neuen Sachlichkeit jedoch als „Kitsch“.
Während des Frankreich-Aufenthalts 1929/30 entstand eine große Anzahl neuer Gemälde, hauptsächlich Straßenansichten und Porträts, in denen sich sowohl Elemente der Neuen Sachlichkeit als auch des Expressionismus mischen. Annegret Hoberg bescheinigt Münter während dieser Werksphase die Rückkehr zu einer farbenfrohen, großflächigen Vitalität. Daneben zeichnete die Künstlerin ununterbrochen mit Bleistift und Kreide und hielt u. a. die Architektur der Orte fest, durch die sie mit Eichner reiste. In dieser produktiven Zeit fertigte Münter Bilder besonders oft in unterschiedlichen Versionen an.

### Spätwerk
Münters Zeit in Murnau Anfang der 1930er Jahre beginnt mit einer Produktion von Hinterglasbildern. Damit verabschiedete sie sich von der realistischeren Periode und wandte sich wieder ihren nachimpressionistischen Anfängen zu. Außerdem entstanden nun Landschaftsgemälde und Porträts, mit denen sie teils an die Zeit des Blauen Reiters anknüpfte, aber auch andere Einflüsse verarbeitete. Als ein Hauptwerk und typisch für Münters reifen Stil der 1930er Jahre gilt das Gemälde Drei Häuser im Schnee, das sich durch glatten Farbauftrag, schwarze Konturen, leuchtende Farben und die Zusammenfassung der Hauptelemente in große Blöcke auszeichnet. Es erinnert mit seinem Blick auf die Berge an das Gemälde Gegen Abend von 1909. Münter hatte dasselbe Motiv bereits in einem Hinterglasbild bearbeitet.
Blumen in der Nacht (1941)
 in der Sammlung Online der Hamburger Kunsthalle

Link zum Bild

Den größten Anteil des Spätwerks nehmen die Stillleben ein, die sich in Blumenbilder mit Elementen der Volkskunst und reine Blumenbilder einteilen lassen. Mit letzteren begann Münter erst ab 1930, da sie sich besser als andere Motive verkaufen ließen. Nach Ansicht ihrer Biografin Karoline Hille entwickelte Münter dieses Genre, dem sie sich bis ins hohe Alter widmete, zu einem eigenständigen Werkkomplex. Als Beispiel nennt Hille das Gemälde Blumen in der Nacht aus dem Jahr 1941. Tatsächlich nachts gemalt, verweist es laut Johannes Eichner auf die „Nacht des Krieges“. Es war das erste von Münters Bildern, das von einem Museum angekauft wurde.
Generell ordnete sich in Münters Spätwerk erneut der Stil dem Motiv unter. Sie griff jetzt auf die Vielzahl aller Techniken zurück, die sie zeitlebens gelernt hatte, so dass eine große Ausdrucksvielfalt entstand.
Da Münter ab 1951 an einer Gleichgewichtsstörung litt, malte sie von da an weniger Landschaftsmotive und wandte sich mit über 70 Jahren der gegenstandslosen Malerei zu. Laut Eichner schuf sie in einem Jahr über hundert kleine, neue Kompositionen, meist in Öl auf Papier. 1954 erreicht diese Phase ihren Höhepunkt. Sie arbeitete dabei mit einer ähnlichen Farbpalette wie zur ersten abstrakten Werksphase um 1915, verwendete jedoch klarer definierte Formen.

### Druckgrafiken
Bauarbeit (1912)
 in der Sammlung Online des Lenbachhauses

Link zum Bild

Neben ca. 2000 Gemälden, Hinterglasbildern, Zeichnungen und ca. 1200 Fotografien hinterließ Gabriele Münter 88 Druckgrafiken, die als wichtiger Beitrag zur Moderne am Beginn des 20. Jahrhunderts gelten. Münter schuf Holz- und Linolschnitte, Radierungen und Lithografien. Die Druckgrafiken sind stilistisch gekennzeichnet durch starke Reduzierung und Komprimierung der Form sowie durch klare Linienführung und den gekonnten Umgang mit Licht und Schatten. Typisch für ihre Arbeitsweise ist die sorgfältige Vorbereitung durch Entwürfe. Ihr druckgrafisches Werk ist vom modernen französischen Holzschnitt beeinflusst, dessen Vertreter wiederum gegen Ende des 19. Jahrhunderts einen starken Impuls durch den japanischen Holzschnitt erhalten hatten.

### Prinzip Selbstwiederholung
Ein Kennzeichen für Münters Werk, das sich durch ihr gesamtes Schaffen zieht, ist das Prinzip der Selbstwiederholung: Motive werden, zeitlich dicht aufeinanderfolgend oder über Jahre hinweg, oft in verschiedenen Techniken, immer wieder variiert, um ein künstlerisches Problem zu bearbeiten und zu lösen. Diese Arbeitsweise widerspricht laut Isabelle Jansen dem früher gängigen Rezeptionsmuster von Münter als rein intuitiv Schaffender.

## Rezeption

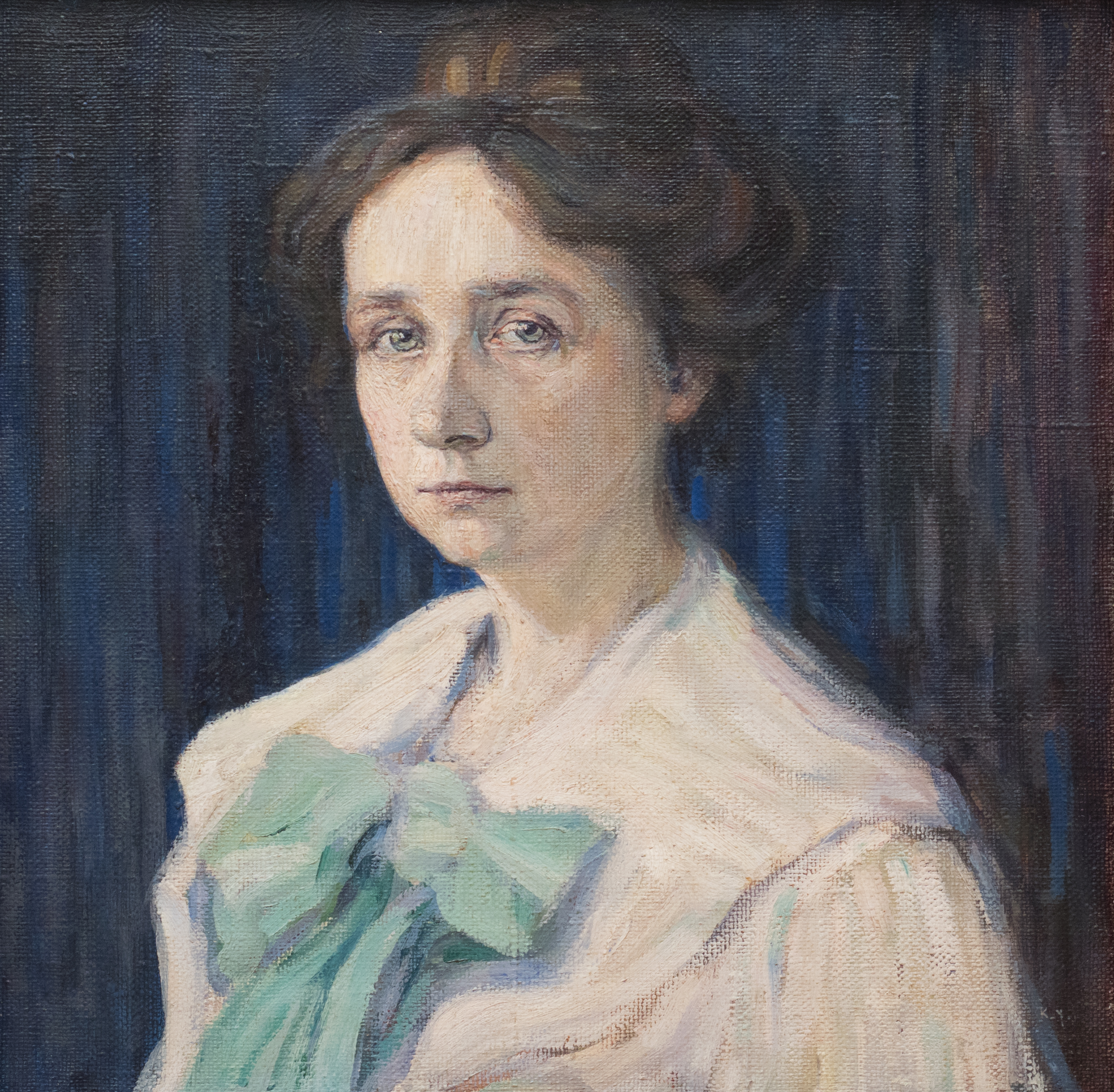
Wassily Kandinsky: Bildnis Gabriele Münter, 1905, Lenbachhaus, München

In der Rezeption von Gabriele Münters Werk stand lange ihre Rolle als Lebensgefährtin von Kandinsky im Vordergrund. Daneben wurde ihr von Zeitgenossen seit ihrer Beteiligung am Blauen Reiter eine intuitive Herangehensweise ohne Einsatz des Intellekts bescheinigt. Laut Kandinsky z. B. entstand Münters Malerei „aus rein innerem Trieb“. Im damaligen Diskurs wurden diese Eigenschaften generell der weiblichen Kreativität zugeschrieben, aber auch außereuropäischen, als „primitiv“ wahrgenommenen und sehnsuchtsvoll überhöhten Kulturen sowie Werken der Volkskunst. Dass Münter als Künstlerin des Blauen Reiters die sog. primitive Kunst schätzte, Volkskunst sammelte und später große Teile von Kandinskys Werk für die Nachwelt bewahrte, stützte diese Wahrnehmung.

### Zeitgenössische Rezeption
Münter wurde besonders in ihrer skandinavischen Zeit um 1916 als eigenständige Künstlerin und internationale Avantgardistin geschätzt. Nach dem Zweiten Weltkrieg änderte sich diese Rezeption. Zwar wurde das Werk der Künstlerin durch Konrad Röthel und Johannes Eichner stärker als bisher ins Licht der Öffentlichkeit gerückt. Gleichzeitig förderten die Schriften der beiden Kunsthistoriker den Eindruck, Münter sei vor allem als naturbegabte Schülerin des Genies Kandinsky und als die Retterin seines Frühwerks einzuschätzen.
Vor allem die Texte Eichners prägten die Rezeption Münters ab 1949. Eichner beschrieb Münter als ursprünglich, natürlich und einfach, ihre Kunst entstehe ohne intellektuelle Anstrengung. Da sie sich nicht bewusst mit ihrer Umwelt auseinandersetze, sondern kindlich und intuitiv vorgehe, gebe es bei ihr keinen Lern- oder Entwicklungsprozess, sie gehe ziellos vor. Eichner bewertete diese angenommene Naivität als positiv, für ihn stand sie im Gegensatz zum materialistischen Zeitgeist, den er ablehnte. In Eichners Publikationen wurde Münters Kunst erstmals kunsthistorisches Thema. Seine Sicht auf ihr Werk wurde auch von Münter selbst geteilt, die – in Übereinstimmung mit dem Gedankengut des Blauen Reiters – Gefühlsausdruck und Innerlichkeit zu den Hauptkriterien bei der Bewertung von Kunst zählte.
Ausgehend von Eichners Zuschreibungen stellte auch Röthel, damals Direktor des Lenbachhauses und Münter freundschaftlich verbunden, die Künstlerin in den 1950er Jahren als „wirkliche ‚Primitive‘“ dar. Durch „ihr reines Dasein und ihr unreflektiertes Tun“ verkörpere sie ein Sehnsuchtsziel des Blauen Reiters. Dieses Bild von Münter, in dem Charakterzuschreibungen mit dem künstlerischen Werk verschmelzen, wurde von nachfolgenden Rezipienten übernommen. Wird Münters „Ursprünglichkeit“ bei Eichner und Röthel jedoch noch positiv gewertet, interpretiert z. B. Peter Lahnstein sie als Ausdruck von Naivität und Desinteresse. Rosel Gollek zeigt sich zwar beeindruckt von Münters sicherer formaler Konzeption, vertritt aber trotzdem die Meinung, Münters Bilder seien ohne Überlegung konstruiert und damit nicht das Ergebnis „berufsmäßiger Arbeit“. Generell wird der Primitivismus Münters nicht als künstlerisches und weltanschauliches Konzept wahrgenommen, sondern als persönliche Eigenschaft. Der Beziehung Münters mit Kandinsky wird in der damaligen Rezeption größeres Gewicht beigemessen als ihrem Werk. Und in dieser Beziehung wird Münter als Anhängsel eines intellektuell hoch produktiven Mannes eingeordnet.

### Rezeption seit den 1990er Jahren
1991 beschrieb Sabine Windecker in ihrer Dissertation, dass Münter nur zwischen 1908 und 1914 und in der späten Schaffensperiode gemäß den Werten des Blauen Reiters gelebt und gearbeitet habe. Während ihrer Zeit in Skandinavien und in den 1920er Jahren habe sie sich an anderen Kunstrichtungen, wie z. B. der Neuen Sachlichkeit, orientiert. Erst als sie mit diesem Neubeginn scheiterte, sei sie zur Primitivismus-Doktrin des Blauen Reiters zurückgekehrt. Damit habe sich Münter „selbst ins Abseits manövriert“, denn anschließend sei das in Skandinavien und in den Zwanziger Jahren entstandene Werk verschwiegen worden: es passte nicht zu einer „echten Primitiven“. Dadurch sei der Eindruck entstanden, die Künstlerin habe sich nach 1908 nicht mehr entscheidend weiterentwickelt. Zudem seien die anfangs positiven Bewertungen ihrer Kunst als spontan, ursprünglich und naiv ihr als spezifisch weiblich, ungünstig und auch ihren Charakter betreffend ausgelegt worden. Laut Windecker habe Münter jedoch gerade in der Zeit in Skandinavien, frei vom Einfluss Kandinskys und ermutigt von ersten selbständig errungenen Erfolgen, die größte künstlerische Reife entwickelt. Münters Fall zeige, dass einerseits die Rezeption weiblicher Kunst noch nicht frei von Ressentiments, und andererseits das Selbstverständnis der Künstlerinnen selbst von diesen Vorurteilen geprägt sei. Entgegen der Auffassung ihrer ersten Rezipienten – und auch entgegen ihrer eigenen Ansicht – zeige eine Untersuchung ihrer Arbeiten, dass sie durchdacht und konstruiert seien und sowohl eine bestimmte Art der Kunst als auch ein bestimmtes Weltbild transportieren sollen.
Auch mit der Ausstellung Gabriele Münter – Malen ohne Umschweife, die 2017 im Lenbachhaus stattfand, weitete sich der Blick auf Münters Werk. Nun wird u. a. auch Münters frühes und eigenständiges Schaffen als – kinobegeisterte – Fotografin erwähnt, und der Zusammenhang des früh geschulten fotografischen Blicks mit dem malerischen Werk. Dass Münter mit über 70 Jahren noch eine neue, abstrakte Bildsprache schuf, wird von ihrer Biografin Isabelle Jansen als Beispiel lebenslanger kreativer Offenheit gewertet. Der Ansatz der Künstlerin, den Bildausdruck über die -form zu stellen und sich damit nicht auf eine bestimmte Bildsprache festzulegen, wird von Jansen – wie früher auch von Münter selbst – als ein Grund genannt, warum das Werk lange nicht als eigenständig wahrgenommen wurde.

### Kunstmarkt
Der blaue Berg (1908)
 auf der Website des Auktionshauses „Ketterer Kunst“

Link zum Bild

Gabriele Münters Bilder werden hauptsächlich auf dem deutschen Markt verkauft. Dabei erzielen vor allem die Bilder der frühen Murnauer Periode Preise im sechsstelligen Bereich: Das gelbe Haus (1908) wurde 2013 bei Sotheby’s für 725.000 Dollar versteigert. 2014 wurde das Landschaftsgemälde Der blaue Berg aus dem gleichen Jahr für 825.000 Euro verkauft.
Das Gemälde Gelbes Haus mit Apfelbaum (recto); Landschaft (verso) (1910) wurde 2022 bei Christie’s in London für 1.782.000 Pfund (inkl. Aufgeld) versteigert. Das 1911 entstandene Stilleben mit Madonna wurde 2011 für 220.000 Euro verkauft. Es wechselte 2021 ein weiteres Mal den Besitzer, diesmal für 900.000 Euro.
Für Werke Kandinskys aus derselben Zeit werden bereits seit längerem einstellige Millionenbeträge aufgerufen.
Die nach dem Ersten Weltkrieg entstandenen Werke Münters haben im Allgemeinen einen geringeren Marktwert. Die 1924 entstandene Murnauer Landschaft wurde 2011 für 390.000 Euro verkauft. 2018 wurde das in den 1940er Jahren entstandene Haus am Hang für 262.500 Euro versteigert und ein Dahlienstillleben aus der gleichen Zeit erzielte 2012 bei einer Auktion 158.600 Euro. Laut Auktionator Robert Ketterer hängen diese vergleichsweise hohen Preise mit Münters Status als eine der wichtigsten Malerinnen des Blauen Reiters zusammen, aber auch mit der Tatsache, dass einige Bilder der Künstlerin in hohem Maße dekorativ seien. Allerdings erzielte auch ein Gemälde aus den 1930er Jahren, dessen Titel in der Berichterstattung nicht genannt wird, das aber als außergewöhnlich, „sperrig“ und sich von den „typischen farbintensiven Landschaften“ unterscheidend beschrieben wird und eine Fronleichnamsprozession in Murnau zeigt, im Jahr 2011 210.000 Euro. Im selben Jahr wurde eine 1919 in Bornholm entstandene Dorfplatzansicht für 190.000 Euro in eine private Sammlung verkauft.

## Ehrungen
- 1956 erhielt Münter den Förderpreis für Bildende Kunst der Landeshauptstadt München.[93]
- Sie ist Namensgeberin für den Gabriele Münter Preis, der an bildende Künstlerinnen ab 40 Jahren verliehen wird.[94]
- Viele Gemeinden haben Straßen nach ihr benannt, so z. B. Köln,[95] Kleve,[96] Leverkusen[97] und Wiesbaden.[98]
- Im Rahmen der Serie „Deutsche Malerei des 20. Jahrhunderts“ erschien 1994 eine 300-Pfennig-Briefmarke der Deutschen Bundespost mit dem Motiv A. von Jawlensky und M. von Werefkin auf einer Wiese bei Murnau.[99]

## Nachlass
Vier Jahre nach Münters Tod, 1966, wurde nach einer testamentarischen Verfügung die Gabriele Münter- und Johannes Eichner-Stiftung rechtsfähig. Sie verwaltet und bewahrt als eigenständige Institution den Teil des Nachlasses, der nicht zur Schenkung an das Lenbachhaus gehörte, darunter das Münter-Haus.

## Ausstellungen (Auswahl)

### Einzelausstellungen
- 1908: Gabriele Münter. Gemälde. Kunstsalon Lenoble, Köln
- 1913: 11. Ausstellung Der Sturm. Gabriele Münter. In Herwarth Waldens Sturm-Galerie, Berlin
- 1916: Der Sturms konstutställning, Kollektiv utställning Münter, Oljemålning och grafik. In „Carl Gummesons Konsthandel“, Stockholm
- 1918: Gabriele Münter-Kandinsky. Oljemalninger, Glastavler, Grafik. In den Räumen der Künstlervereinigung „Den Frie Udstilling“ in Kopenhagen
- 1919: Maleriudstilling Gabriele Münter-Kandinsky. In „Københavns Ny Kunstsal“ in Kopenhagen
- 1925/1926: Gabriele Münter-Kandinsky. Wanderausstellung mit Stationen u. a. im Baedekerhaus in Essen, im Kaiser-Wilhelm-Museum in Krefeld und im Duisburger Museums-Verein
- 1949–1953: Gabriele Münter. Werke aus fünf Jahrzehnten. Wanderausstellung in 22 deutschen Museen
- 1955: Gabriele Münter. Improvisationen. 1952 bis 1954. Kunstkabinett Otto Stangl, München
- 1960: Gabriele Münter. First American Exhibition with Seven Additional Major Paintings by Kandinsky. Dalzell Hatfield Galleries, Los Angeles
- 1985: Gabriele Münter – Zeichnungen und Aquarelle. Städtische Galerie im Lenbachhaus und Kunstbau, München.[101]
- 1990: Gabriele Münter und ihre Zeit. Malerei der klassischen Moderne in Deutschland. Galerie Neher, Essen[102]
- 1992: Gabriele Münter – Retrospektive. Städtische Galerie im Lenbachhaus und Kunstbau, München[103]
- 1996: Gabriele Münter malt Murnau. Gemälde 1908–1960 der Künstlerin des „Blauen Reiter“, Schloßmuseum Murnau, Murnau.[104]
- 2000/2001: Gabriele Münter. Das druckgraphische Werk. Städtische Galerie im Lenbachhaus und Kunstbau, München[105]
- 2006/2007: Gabriele Münter – Die Reise nach Amerika, Photographien 1899–1900. Städtische Galerie im Lenbachhaus, München[106]
- 2008/2009: Gabriele Münter – Gemälde, Hinterglasmalerei, Arbeiten auf Papier. Museum Gunzenhauser, Chemnitz[107]
- 2012: Gabriele Münter. Die Zeit nach Kandinsky in Murnau. Schloßmuseum Murnau, Murnau.[108]
- 2917: Gabriele Münter und die Volkskunst: "Aber Glasbilder scheint mir, lernten wir erst hier kennen.", Schloßmuseum Murnau[109]
- 2017/2018: Gabriele Münter. Malen ohne Umschweife. Städtische Galerie im Lenbachhaus und Kunstbau, München[110]
- 2017/2018: Gabriele Münter. Galerie Thomas, München[111]
- 2018/2019: Gabriele Münter – Malen ohne Umschweife. Museum Ludwig, Köln[112]
- 2021/2022: Kabinettausstellung: Schneefarben. Winterbilder von Gabriele Münter. Schlossmuseum Murnau
- 2022: Gabriele Münter. Pionierin der Moderne. Zentrum Paul Klee, Bern[113]
- 2023: Gabriele Münter. Menschenbilder. Bucerius Kunst Forum, Hamburg[114]
- 2025: Gabriele Münter. Peindre sans détours. Musée d’Art Moderne de Paris, Paris[115]

### Gruppenausstellungen
- 1909: 1. Ausstellung der „Neuen Künstlervereinigung München“. Moderne Galerie Heinrich Thannhauser, München
- 1910: 2. Ausstellung der „Neuen Künstlervereinigung München“. Moderne Galerie Heinrich Thannhauser, München
- 1910: Ausstellung der Künstlervereinigung „Karo-Bube“, Moskau
- 1911: 1. Ausstellung der Redaktion „Der Blaue Reiter“. Moderne Galerie Heinrich Thannhauser, München
- 1912: 2. Ausstellung der Redaktion „Der Blaue Reiter“. Kunsthandlung Hans Goltz, München
- 1913: Erster Deutscher Herbstsalon, Galerie „Der Sturm“, Berlin
- 1917: Föreningen Svenska Konstnärinnor och Vereinigung Bildender Künstlerinnen Österreichs. Liljevalchs Konsthall, Stockholm
- 1926: International Exhibition of Modern Art. Brooklyn Museum[116]
- 1927: Die schaffende Frau in der bildenden Kunst. Galerie Johannes Hinrichsen im Künstlerhaus, Berlin[117]
- 1937: Gabriele Münter. Zusammen mit Arbeiten von Paul Roloff und Hans Reinhold Lichtenberger. Kunstverein München. Anschließend wurde die Ausstellung zusammen mit Werken von August Macke und Oskar Schlemmer in der Galerie Valentien in Stuttgart gezeigt.[118]
- 1950: 25. Biennale von Venedig
- 1955: Documenta
- 2008: 1908/2008. Vor 100 Jahren. Kandinsky, Münter, Jawlensky, Werefkin in Murnau, Schloßmuseum Murnau[119]
- 2012/2013: Die blaue Reiterei stürmt voran, Münter-Haus, Murnau
- 2021/2022: Brücke und Blauer Reiter, Von der Heydt-Museum, Wuppertal[120]
- 2021/2023: Gruppendynamik – Der Blaue Reiter, Lenbachhaus, München[121]
- 2023: Gabriele Münter / Expressionismus, Schlossmuseum Murnau[122]
- 2023: Säulen der Moderne, Galerie & Edition Bode, Nürnberg[123]
- 2024: Expressionists: Kandinsky, Münter and the Blue Rider. Tate Modern, London
- 2024: Gabriele Münter, Eudora Welty. Au début, la photographie. Pavillon Populaire, Montpellier[124]
- 2024/2025: Kathrin Sonntag und Gabriele Münter. Das reisende Auge, Marta Herford, Herford[125]

## Museen
Ein umfangreicher Teil des aus Gemälden, Hinterglasbildern, Zeichnungen, Fotografien und Druckgrafiken bestehenden Werks von Gabriele Münter gehört zum Bestand der Städtischen Galerie im Lenbachhaus. Zu den weiteren Museen im deutschsprachigen Raum, in denen Münters Bilder zu sehen sind, zählen die Bayerischen Staatsgemäldesammlungen, die Berliner Nationalgalerie oder die Hamburger Kunsthalle. Das Schloßmuseum Murnau bezeichnet die 80 Gemälde, Zeichnungen und Grafiken von Münter in seinem Besitz als „Herzstück“ seiner Sammlung. International finden sich Münters Werke z. B. in der National Gallery of Art und dem National Museum of Women in the Arts in Washington, im Milwaukee Art Museum oder im Yokohama Museum of Art. Da zu ihren Lebzeiten nur wenige ihrer Arbeiten von Museen angekauft wurden, befindet sich ein verhältnismäßig großer Anteil der Bilder Münters, die beispielsweise in Retrospektiven ausgestellt werden, in Privatbesitz.

## Werke in Kunstsammlungen (Auswahl)
- 1899: John, Bleistift auf Papier, 20,5 cm × 15,1 cm, Städtische Galerie im Lenbachhaus, München, Abb.
- ca. 1901: Selbstbildnis, Kohle auf Papier, 44,7 cm × 30,8 cm, Lenbachhaus, Abb.
- ca. 1902: Weiblicher Kopf, Holzschnitt auf Japanpapier, 30,5 cm × 21 cm, Lenbachhaus, Abb.
- 1905: Straßenbild in einer afrikanischen Stadt, Tempera, Bleistift auf grauem Papier, 17 cm × 27,2 cm, Lenbachhaus, Abb.
- 1904 oder 1906: Promenade an der Seine, Öl auf Karton, 15,8 × 17,9 cm, Kunsthalle in Emden
- 1906: Aurélie, Farblinolschnitt auf Japanpapier, 18,7 cm × 17 cm, Lenbachhaus, Abb.
- 1906: In Sèvres (Straße in Bellevue), Öl auf Pappe, 22,3 × 27 cm, Kunstsammlungen Chemnitz
- 1908: Sommer (Haus mit Apfelbaum), Öl auf Pappe, 33 × 41 cm, Leonard Hutton Galleries, New York
- 1908: Fabrik, Öl auf Pappe, 33 × 40,6 cm, The William Benton Museum of Art, Connecticut
- 1908/1909: Mädchen mit Puppe, Öl auf Leinwand, 70 × 48,8 cm, Milwaukee Art Museum
- 1909: Bildnis Marianne von Werefkin, Öl auf Pappe, 81,2 cm × 55,2 cm × 0,4 cm, Lenbachhaus, Abb.
- 1909: Jawlensky und Werefkin, Öl auf Pappe, 32,7 × 44,5 cm, Lenbachhaus, Abb.
- 1910: Stillleben mit Orangen, Öl auf Karton, 48 × 39 cm, Kunstmuseum Walter, Augsburg, Abb. (in der Liste auf „Münter, Gabriele“ gehen)
- 1910: Landschaft mit weißer Mauer, Öl auf Pappe, 50 × 65 cm, Osthaus Museum Hagen
- 1910: Stilleben mit Figürchen, Öl auf Pappe, 70 × 51 cm, Saarlandmuseum, Saarbrücken
- 1910: Wind und Wolken, Öl auf Pappe, 50 × 65 cm, Sprengel Museum, Hannover
- 1911: Das gelbe Haus, Öl auf Karton, 51,8 × 75 cm, Bayerische Staatsgemäldesammlungen, München
- 1911: Habsburger Platz, Öl auf Pappe, 33,7 × 40,6 cm, Milwaukee Art Museum
- 1911: Berghütten, Öl auf Pappe, 32,7 × 44,5 cm, Leonard Hutton Galleries, New York
- 1911: Stilleben mit Blumen und Figuren, Öl auf Pappe, 68,5 × 50,8 cm, Kunsthalle Bremen
- 1912: Abstraktion, Öl auf Pappe, 50 × 71 cm, Nationalgalerie Berlin
- 1912: Stilleben mit Königin, Öl auf Leinwand, 79,5 × 56,5 cm, Art Institute of Chicago
- 1912: In Schwabing, Öl auf Leinwand, 68,6 × 49,5 cm, Milwaukee Art Museum
- 1912: Stilleben mit Buch, Öl auf Leinwand, 70 × 78 cm, LWL-Museum für Kunst und Kultur, Münster
- 1913: Mann im Sessel (Paul Klee), Öl auf Leinwand, 95 × 125,5 cm, Bayerische Staatsgemäldesammlungen
- 1913: Kandinskys Mutter, Öl auf Leinwand, Princeton University Art Museum, Abb.
- 1914: Stilleben mit Vögelchen, Öl auf Leinwand, 60,5 × 78 cm, Kunsthalle Bielefeld
- 1915: Sigrid Hjertén und Isaac Grünewald mit ihrem Sohn Ivan, Bleistift, Aquarell, Öl auf Karton, 20 cm × 17,5 cm, Lenbachhaus, Abb.
- 1916: Im Zimmer, Gemälde auf textilem Bildträger, 88,1 cm × 99,8 cm, Lenbachhaus, Abb.
- 1917: Abstrakte Komposition, 1917, Öl auf Holz, 22,8 × 59 cm, Yokohama Museum of Art
- 1917: Anna Roslund, Öl auf Leinwand, 94 × 68 cm Leicestershire Museums, Leicestershire
- 1918: Plakat für eine Ausstellung in Kopenhagen, Lithografie auf Papier, 90 × 64 cm, Staatliche Museen zu Berlin, Abb.
- 1922: Frau am Kaffeetisch, Zeichnung, Bleistift auf Papier, 9,8 cm × 8,2 cm, Lenbachhaus, Abb.
- 1924: Murnau im Mai, Öl auf Leinwand, 51 × 38 cm, Museo Thyssen-Bornemisza, Madrid, Abb.
- 1928: Die Unvergleichliche, Bleistift auf Papier, 28,8 × 22 cm, Centre Pompidou, Paris, Abb.
- 1929: Dame im Sessel, schreibend (Stenographie. Schweizerin in Pyjama), Gemälde auf textilem Bildträger, 61,5 cm × 46,2 cm, Lenbachhaus, Abb.
- 1930: Abend vom Fenster (Blick auf Rue Lamblardie, Paris), Öl auf Malpappe, 37 cm × 55 cm, Museum Ostwall, Dortmund
- 1931: Ödön von Horvath in roter Jacke, Öl auf Karton, Schloßmuseum Murnau, Abb.
- 1932: Der graue See, textiler Bildträger, 54,8 cm × 65,7 cm × 2 cm, Lenbachhaus, Abb.
- 1933: Drei Häuser im Schnee, Öl auf Leinwand, 47 × 55,5 cm, Kunsthalle Bielefeld
- 1933: Verschneite Tanne, Öl auf Holz, 45 × 33 cm, Guggenheim Museum, New York, Abb.
- 1934: Frühstück der Vögel, Öl auf Pappe, 46 × 55 cm, National Museum of Women in the Arts, Washington D.C., Abb.
- 1937: Weihnachtsstilleben, Öl auf Pappe, 49,5 × 64,7 cm, National Museum of Women in the Arts, Washington D.C.
- ca. 1938: Haus mit Tannen im Schnee, Öl auf Pappe, 100,3 × 72, 4 cm, Des Moines Art Center, Abb.
- 1941: Blumen in der Nacht, Öl auf Pappe, 50,1 × 65,1 cm, Hamburger Kunsthalle, Abb.
- 1949: Kahl, Öl auf Leinwand, 49 × 56,5 cm, Princeton University Art Museum Abb.
- 1959: Weg im bunten Oktober, Öl auf Leinwand, 57 × 40 cm, Milwaukee Art Museum[128]

## Veröffentlichungen
- Gustav Friedrich Hartlaub, Gabriele Münter (Hrsg.): Gabriele Münter, Menschenbilder in Zeichnungen. 20 Lichtdrucktafeln. Konrad Lemmer Verlag, Berlin 1952, Digitalisat der Universitätsbibliothek Heidelberg

## Hörspiel
- Ute Mings: Kandinsky, Münter, Jawlensky, Werefkin und Co. Die Neue Künstlervereinigung München (1909–1912). Bayerischer Rundfunk, Bayern 2, 2009.

## Filme
- Das Russenhaus – Gabriele Münter und Kandinsky in Murnau. Dokumentarfilm, Deutschland, 1994, 43:51 Min., Buch und Regie: Gaby Dinsenbacher, Produktion: Bayerischer Rundfunk, Inhaltsangabe von ARD.
- Gabriele Münters letzte Jahre. Die Retterin des „Blauen Reiter“. Dokumentarfilm, Deutschland, 2017, 12:21 Min., Buch und Regie: Sandra Wiest, Produktion: Bayerischer Rundfunk, Reihe: Zwischen Spessart und Karwendel, Erstsendung: 15. August 2020 bei BR Fernsehen, Inhaltsangabe und online-Video, aufrufbar bis zum 14. August 2021. Über Münters späte Jahre in Murnau und wie dank Gabriele Münter Bilder von Kandinsky u. a. ins Lenbachhaus kamen.
- Liebe am Werk – Gabriele Münter & Wassily Kandinsky. (OT: L'amour à l'oeuvre – Gabriele Münter et Vassily Kandinsky.) Dokumentarfilm, Frankreich, 2020, 25:55 Min., Buch und Regie: Stéphanie Colaux, Produktion: Bonne Compagnie, arte France, Reihe: Liebe am Werk (OT: L'amour à l'œuvre. Couples mythiques d’artistes), Erstsendung: 6. September 2020 bei arte, Inhaltsangabe von ARD
- Gabriele Münter – Pionierin der Moderne. Dokumentarfilm, Frankreich, 2021, 54 Min., Regie: Florence Mauro, Produktion: arte France, Inhaltsangabe von ARD
- Münter & Kandinsky. Spielfilm, Deutschland, 2024, 126 Min., Regie: Marcus O. Rosenmüller[129]